# Christian Fredrik von Gyldencrone
Christian Fredrik von Gyldencrone (ur. 3 lipca 1741, zm. 10 listopada 1788 w Wiedniu – duński dyplomata.
W latach 1771–1779 Christian Fredrik von Gyldencrone był duńskim ambasadorem w Sztokholmie.
W czasie trwania obrad Riksdagu (1778–1779) Gyldencrone i ambasador rosyjski Iwan Simolin wspólnie przygotowywali konspirację malkontentów, w celu przeciwstawienia się próbom wzmocnienia władzy królewskiej przez Gustawa III. Chcieli zwrócić się do Rosji i Danii o przywrócenie konstytucji demokratycznej z 1720 (obowiązującej w tzw. Erze wolności (1718–1772)). Dzięki temu Dania i Rosja miałyby pretekst do inwazji na Szwecję. Axel von Fersen zachęcany przez Rosjan i Duńczyków do udziału w konspiracji nie tylko odmówił lecz wydał konspiratorów.
Gyldencrone został odwołany w 1779, by nie rozdrażniać rządu Gustawa III.
Jego ojcem był Christian Güldencrone (1676–1746) gubernator Islandii w latach 1728–1730.